# Ocotea roseopedunculata
Ocotea roseopedunculata är en lagerväxtart som beskrevs av H. van der Werff. Ocotea roseopedunculata ingår i släktet Ocotea och familjen lagerväxter. Inga underarter finns listade i Catalogue of Life.